# Клімат Севастополя
Клімат Севастополя відносно м'який, морський, помірно континентальний у передгір'ях, помірно континентальний із «відтінками» субтропічного середземноморського типу на південно–східному узбережжі.
Середньомісячна температура повітря протягом року завжди вища 0 °C. Найхолоднішим буває лютий із середньомісячною температурою +2,6 °C, найтеплішим — липень +22–24 °C. В окремі роки липень буває дуже спекотним. Так в 1971 році термометри зафіксували позначку +38 °C, а 1999 року — до 45 °C. В році 238 безморозних днів. Температура поверхневого шару води Чорного моря біля узбережжя міста протягом року позитивна, в липні +22–26 °C.
Сумарна сонячна радіація на території міста рівна приблизно 4 890 мДж/рік на м². За сезонами року вона розподіляється нерівномірно: на зиму приходиться 10%, на весну — 25%, на літо — 50% і на осінь — 15%.
Відносна вологість повітря в цілому низька — від 60% до 80% взимку і від 45% до 60% влітку. Атмосферні опади випадають нерівномірно: від 300 до 500 мм/рік. Найсухіший місяць — липень.
Влітку переважають західні і північно–західні вітри. У міжсезонні — південні. Для зимового періоду характерні вітри північно–східного напрямку, які приносять холодне арктичне повітря. Найвітряніший місяць для міста листопад. На морському узбережжі шторми викликають вітри південно–західного напрямку. Крім вітрів загальної циркуляції спостерігаються і місцеві вітри: бризи на узбережжі і гірсько–долинні у долинах. Коли на Кримському півострові і сусідніх з ним частинах моря дмуть сильні східні і північно–східні вітри, в районі Севастополя, з підвітряної сторони гір, спостерігається зона слабих вітрів, що простягаються від мису Лукул до Балаклави. Ця зона отримала назву зони затишшя.
В холодний період року для севастопольських бухт характерне випаровування моря, яке виникає внаслідок вторгнення холодних повітряних мас на відносно теплу підстилаючу поверхню моря. Для цього необхідна різниця температур води і повітря не менше восьми градусів. Такі умови найчастіше спостерігаються з листопада по березень.
- Січень: в місті м'яка південна зима, що тільки зрідка згадує про погоду, характерну для середньої смуги, з різдвяними і хрещенськими морозами. Таке можливо при прориві до Чорного моря холодних арктичних мас повітря. Тоді температура повітря може знизитися до −20 °C, як це було у 1940 році. При виході теплих середземноморських циклонів відбувається потепління. Ці фактори обумовлюють характерні для місяця коливання температури повітря.
Середня температура місяця +2,5 °C, абсолютний максимум +20,4 °C був зафіксований у 1974 році, абсолютний мінімум −20 °C був зафіксований у 1879 році. Середньомісячна кількість опадів — 34 мм, максимум — 118 мм спостерігався 1968 року.
- Лютий: за кліматичними даними найхолодніший місяць у місті. Холодні північно–східні вітри бувають довгочасними і зазвичай супроводжуються морозами. Не виключені снігопади і випаровування моря.
Середня багаторічна температура повітря +2,4 °C, абсолютний максимум +23,9 °C зафіксований 1958 року, абсолютний мінімум −22 °C в 1929 році. Середньомісячна кількість опадів — 28 мм, максимум — 89 мм спостерігався 1955 року.
- Березень: також місяць холодних північних вітрів, які стають слабкішими. Помітне потепління. При південних вітрах, що дмуть з холодного моря, температура повітря збільшується незначно. Можливі значні коливання температури повітря і заморозки. В першій половині місяця можливі снігопади, тумани, але також характерне збільшення ясних днів. Штормових днів — 6, з туманом — 3, дощових — 9, снігових — 2, морозних — 2.
Середня багаторічна температура повітря +5,3 °C, абсолютний максимум +28,2 °C зафіксований 1901 року, абсолютний мінімум −17,7 °C в 1871 році. Середньомісячна кількість опадів — 24 мм, максимум — 68 мм спостерігався 1919 року, максимум за добу — 28 мм, спостерігався в 1896 році.
- Квітень: має нестійку погоду. Не виключені шквальні вітри при проходженні атмосферних фронтів. Значний денний прогрів сприяє появі бризових вітрів. Кількість днів з дощем — 9, з туманом — 3, зі штормом — 4.
- Травень: характерний збільшенням ясних днів. Штормових вітрів стає набагато менше, переважає слабкий та помірний вітер. При слабких вітрах характерні утворення туманів, які охоплюють великі площі.
Середня багаторічна температура повітря +15–17 °C, абсолютний максимум +34 °C зафіксований 1922 року, абсолютний мінімум — +0,6 °C в 1915 році. В першій декаді часто спостерігається похолодання зі зниженням температури повітря до +6–8 °C. Середньомісячна кількість опадів — 21 мм. Частіше за все вони випадають у вигляді злив за 5–8 дощових днів. Максимальна кількість опадів — 98 мм спостерігалася 1914 року.
- Червень: також характерний збільшенням ясних днів. У прибережній зоні добре виражені бризи, які знімають денну спеку. Вдень повітря прогрівається до +23–25 °C, в окремі дні до +28–30 °C. Проте виникають випадки вторгнення холодних мас повітря, які приходять з півночі, при яких температура повітря може знизитися до +6–9 °C.
Максимальна температура повітря +35 °C зафіксована у 1891 році. Середня кількість опадів — 26 мм.
- Липень: найтепліший місяць року. Біля узбережжя добре виражені бризові вітри, переважно західної чверті. Штормові вітри рідкісні і недовгочасні. Кількість дощових днів — 5, грозових — 4.
Середня багаторічна температура повітря +22 °C, абсолютний максимум +45 °C зафіксований 1999 року, абсолютний мінімум — +11,1 °C в 1912 році. Середньомісячна кількість опадів — 23 мм, максимум за добу спостерігався 75 мм у 1968 році, максимум — 93 мм спостерігався в 1968 та 1982 роках.
- Серпень: теплий і сухий місць року. Максимальний пік температури сягає +36–38 °C (+38 °C спостерігалося у 1888 році). Імовірні сильні зливи з грозами. В кінці місяця характерні вторгнення полярних мас повітря, які знімають літню спеку.
- Вересень: характерний кінцем літньої спеки, часто йдуть дощі, але, як правило, переважає спокійна погода без опадів. Кількість дощових днів — 7, штормових — 4, туманних — 1, грозових — 2, похмурих — 4, ясних — 13. 
Середня багаторічна температура повітря +17,9 °C, абсолютний максимум +37,5 °C зафіксований 1876 року, абсолютний мінімум — −2 °C в 1881 році. Середньомісячна кількість опадів — 32 мм, максимум — 153 мм спостерігався 1989 року.
- Жовтень: характерний нестійкою погодою, переважають північно–східні та східні вітри, збільшується кількість штормових днів з опадами та шквальними вітрами, спостерігається зниження температури повітря. Проте не виключені періоди бабиного літа із сухою, сонячною, порівняно теплою погодою. Максимальна температура повітря в такі дні досягає +25 °C.
Середня багаторічна температура повітря +13,8 °C, абсолютний максимум +32,8 °C зафіксований 1887 року, абсолютний мінімум — −7,5 °C в 1920 році. Середньомісячна кількість опадів — 37 мм, максимум — 122 мм спостерігався 1950 року.
- Листопад: характерний нестійкою та вітряною погодою. Збільшується кількість штормових днів з перевагою північно–східних вітрів, які доводяться на другу половину місяця. Найбільш довгочасні шторми можуть бути при північному вітрі. Хмарність значно збільшується, похмурі дні складають майже половину місяця. Опади випадають переважно у вигляді дощу. Кількість днів зі штормом — 4, з туманом — 3, з дощем — 10, зі снігом — 1, з морозом — 3, похмурих — 12, ясних —4.
Середня багаторічна температура повітря +8,6 °C, абсолютний максимум +28,5 °C зафіксований 1917 року, абсолютний мінімум — −12,5 °C в 1953 році. Середньомісячна кількість опадів — 372 мм, максимум — 179 мм спостерігався 1909 року.
- Грудень: характерний сильними північно–східними вітрами, що супроводжуються снігопадами, випаровуванням моря та зниженням температури повітря до від'ємних позначок. Потепління можливе при південно–східному вітрі. Кількість днів з дощем — 10, зі снігом — 3, з морозом — 10, похмурих — 16, ясних — 2.
Середня багаторічна температура повітря +4,8 °C, абсолютний максимум +22,3 °C зафіксований 1956 року, абсолютний мінімум — −21,9 °C в 1879 році. Середньомісячна кількість опадів — 42 мм, максимум — 169 мм спостерігався 1923 року.